# Lac de Seokchon

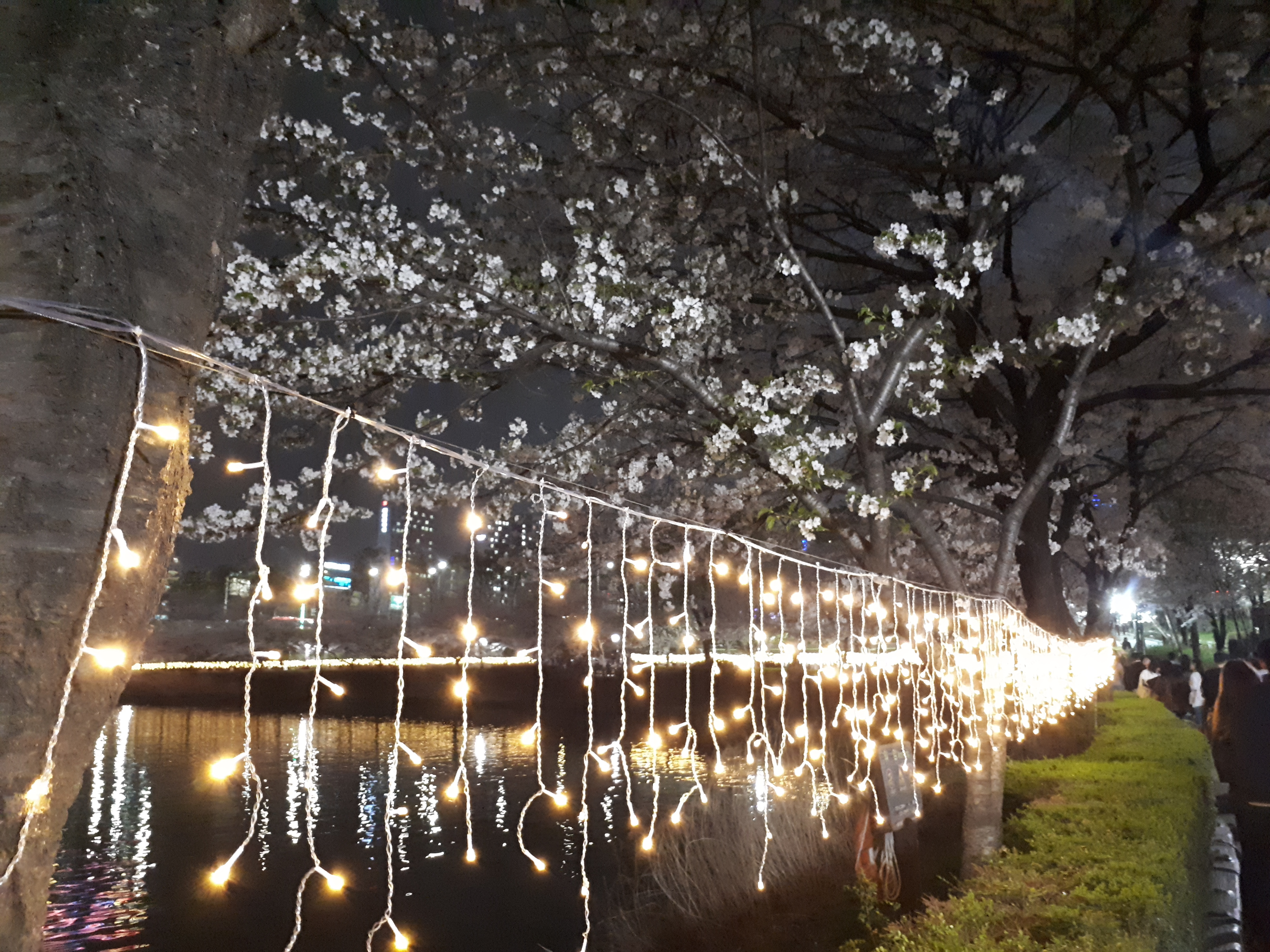
Lumières le soir le long du lac de Seokchon

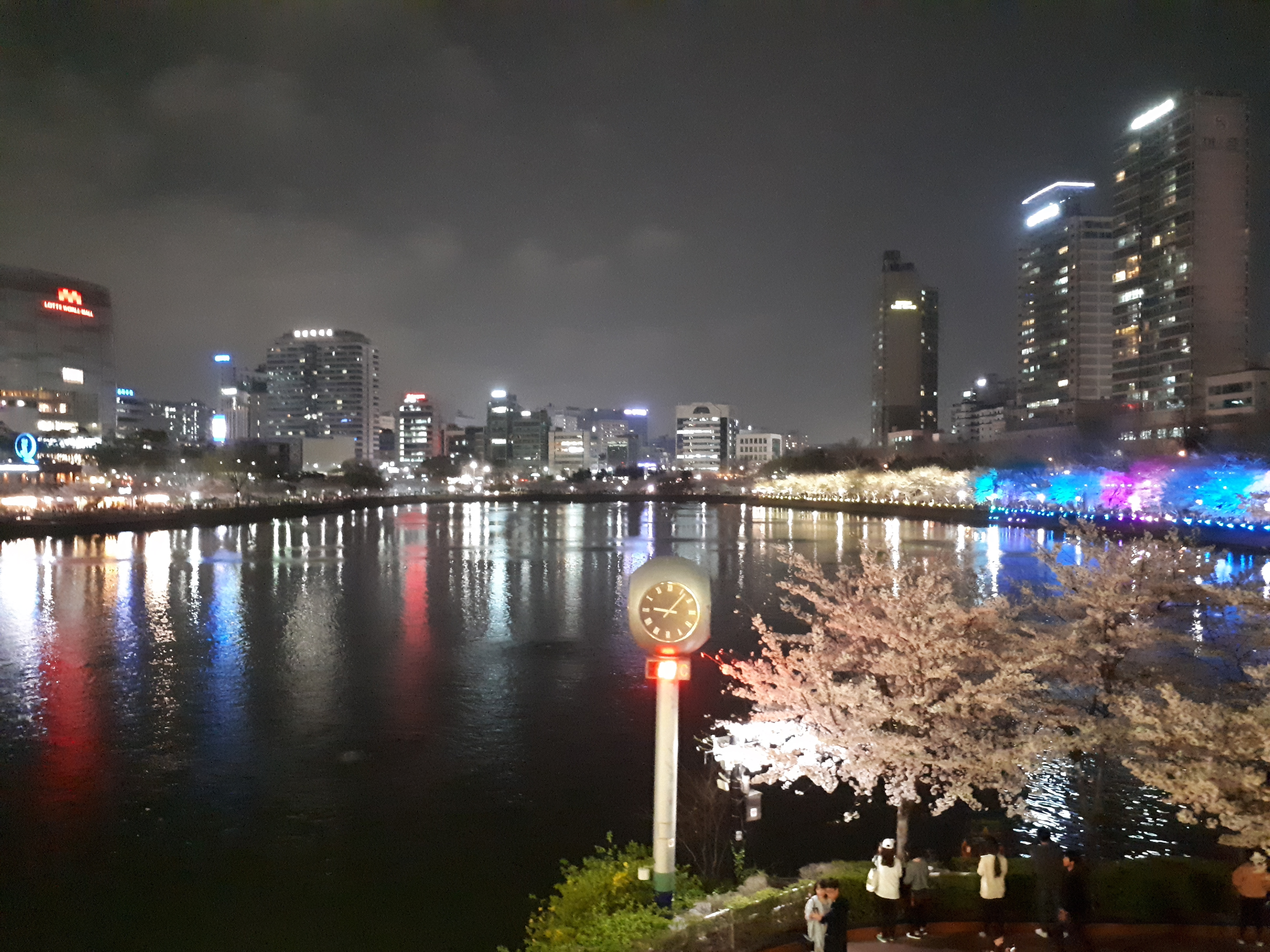
Vue sur le lac, avec les cerisiers en fleurs et les lumières de différentes couleurs

Le lac de Seokchon est situé à Séoul, près de la station de métro Jamsil et du quartier Seokchon-dong, et à côté du Lotte World, parc d'attractions de Séoul. 
La surface totale du lac représente 21,8 ha. Il y a deux parties du lac : la partie ouest et la partie est.  

## Histoire
Le lac Seokchon était à l'origine une partie de la rivière Han. Il y avait une île nommée Burido au milieu de la rivière Han qui la divisait en deux, la rivière Songpa, au nord et la rivière Sincheon, au sud. En avril 1971, une construction a été réalisée afin d'agrandir la rivière Songpa de fermer la rivière Sincheon. Par cette construction, la partie sud fermée de la rivière Han est devenue le lac Seokchon.  
Le parc du lac Seokchon a été ouvert en novembre 1981.

## Festival des cerisiers en fleurs (Cherry Blossom)
Le Festival des cerisiers en fleurs du lac de Seokchon est l'un des festivals de printemps les plus représentatifs de Séoul. Pendant cette saison, le lac de Seokchon offre un beau cadre pour observer les cerisiers en fleurs, notamment à la tombée de la nuit avec les nombreuses lumières éclairant les arbres et les fleurs. Il y a également des concerts et des spectacles autour des cerisiers.